# إيتوبريد
إيتوبريد (بالإنجليزية: Itopride) ويعرف بالاسم التجاري ايتوبريد (بالإنجليزية: Itopride) هو دواء يساعد على تنظيم حركة الأمعاء، ويستخدم لعلاج التهاب المعدة، والارتجاع المعدي المريئي المرض، عسر الهضم، أعراض القولون العصبي.

## الآثار الجانبية
تشمل الآثار الجانبية الشائعة:
- جفاف الفم
- آلام البطن
- الدوخة
- الصداع
- الأرق
- الغثيان
- الإسهال